# Andrea Dovizioso

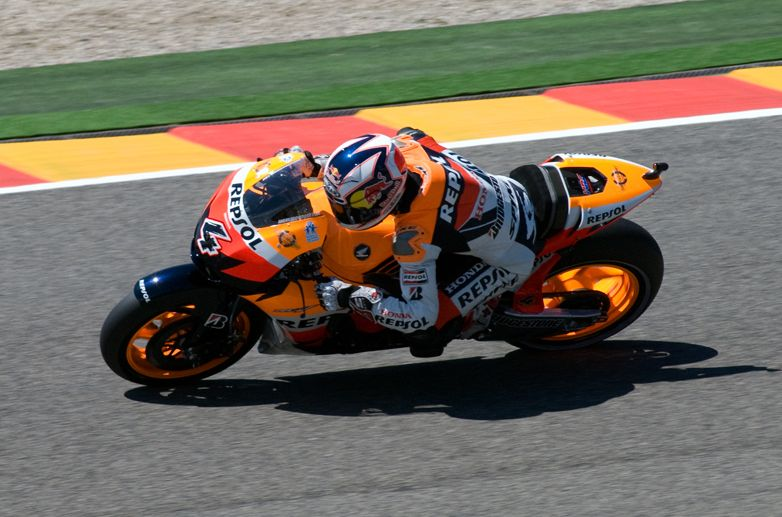
Dovizioso 2009 auf Honda

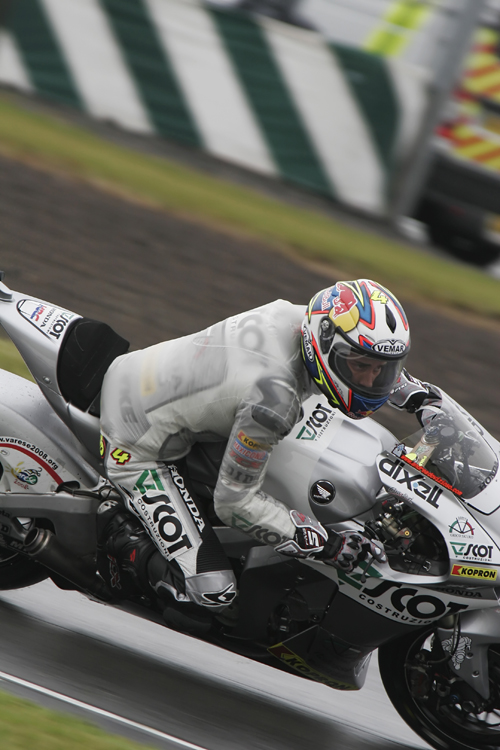
Dovizioso 2008 auf Honda

Andrea Dovizioso (* 23. März 1986 in Forlimpopoli) ist ein ehemaliger italienischer Motorradrennfahrer.
Dovizioso galt als abgeklärter und taktisch kluger Fahrer, dem die Gesamtwertung wichtiger war als einzelne Rennsiege. In Anlehnung an sein Idol Kevin Schwantz startete er lange Jahre mit der Startnummer 34, sein Spitzname ist Dovi oder in Verbindung mit seiner langen Tätigkeit für Ducati auch Desmodovi.
Von 2013 bis 2020 ging er im Ducati-Werksteam in der MotoGP-Klasse der Motorrad-Weltmeisterschaft an den Start und wurde in dieser Zeit dreimal Vizeweltmeister.

## Karriere
Dovizioso wurde von Aprilia entdeckt, für die er im Jahre 2000 die italienische 125-cm³-Meisterschaft gewann. In der Saison 2001 wurde er 125-cm³-Europameister und fuhr er als Wildcard-Fahrer sein erstes Rennen in der Motorrad-Weltmeisterschaft in der Klasse bis 125 cm³. Nach dem Großen Preis von San Marino am 4. September 2022 beendete er seine aktive Karriere.

### 125-cm³-Klasse
Zur Saison 2002 wechselte er zu Honda und bestritt seine erste komplette Saison in der 125-cm³-Klasse der Motorrad-WM.
Nach zwei Jahren mit eher unauffälligen Resultaten gelang Dovizioso in der Saison 2004 der Durchbruch. Mit fünf Grand-Prix-Siegen und acht Pole-Positions wurde er mit 293 Punkten überlegen vor dem Spanier Héctor Barberá im Alter von 18 Jahren Weltmeister.

### 250-cm³-Klasse
Zur Saison 2005 stieg er mit Honda in die 250-cm³-Klasse auf und gelangte auf Anhieb auf den dritten Rang der Gesamtwertung. Während der Saison 2006 gelangen Andrea Dovizioso zwei Siege und insgesamt elf Podiumsplatzierungen. Obwohl seine Honda den Aprilias leistungsmäßig unterlegen war, kämpfte er bis zum letzten Saisonlauf mit dem Spanier Jorge Lorenzo um den WM-Titel in der 250-cm³-Klasse und wurde Vizeweltmeister.
Auch in der Saison 2007 ging Dovizioso auf Honda in der 250er-WM an den Start. Da Honda sich dazu entschlossen hatte, die Entwicklung der 250-cm³-Zweitakter fast komplett einzustellen, war seine Ausgangsposition nicht gut. Dennoch errang der Italiener zwei Siege, kam nur bei einem einzigen Rennen nicht in die Punkteränge und wurde mit insgesamt zehn Podiumsplatzierungen wiederum Vizeweltmeister hinter Jorge Lorenzo.

### MotoGP-Klasse
Zur Saison 2008 wechselte Andrea Dovizioso in die MotoGP-Klasse, wo er im neu geschaffenen JiR Team Scot auf der Honda mit der Startnummer 04 an den Start ging.
Im Jahr 2009 startete Dovizioso an der Seite des Spaniers Dani Pedrosa im Honda-Werksteam Repsol Honda. Am 26. Juli 2009 feierte er beim von schwierigen Wetterbedingungen geprägten Großen Preis von Großbritannien in Donington Park seinen ersten Grand-Prix-Sieg in der „Königsklasse“.
In der Saison 2011 startete Dovizioso wieder an der Seite des Spaniers Dani Pedrosa sowie dem Australier Casey Stoner auf einer Repsol Honda Werksmaschine.
Ende 2011 wurde Doviziosos Honda Vertrag nicht weiter verlängert. Daher wechselte der Italiener zur Saison 2012 zum Tech-3-Team und pilotierte eine Yamaha YZR-M1. Sein Teamkollege war dort der Brite Cal Crutchlow. 2013 wechselte er zu Ducati. Nicky Hayden wurde sein neuer Teamkollege. Zur Saison 2014 hat Nicky Hayden das Team verlassen, und Cal Crutchlow wurde erneut sein Teamkollege. Die Saison 2015 ist seine dritte im Ducati Team. Sein neuer Teamkollege in diesem Jahr ist Andrea Iannone. Im Folgejahr gelang ihm beim Großen Preis von Malaysia sein erster Sieg seit sieben Jahren sowie sein insgesamt zweiter MotoGP-Sieg. Für 2017 erhielt er mit Jorge Lorenzo einen neuen Teamkollegen. Vor dem letzten Rennen in Valencia hatte Andrea Dovizioso 21 Punkte Rückstand auf Marc Márquez, den erstplatzierten in der WM-Wertung. Um Weltmeister zu werden, musste Dovizioso zwingend gewinnen und der Spanier nicht besser als den zwölften Platz erreichen. Da Márquez allerdings dritter wurde und Dovizioso nach einem Sturz das Rennen aufgab, wurde der Italiener zum ersten Mal Vizeweltmeister in der MotoGP-Klasse. In der Saison 2018 wurde er zum zweiten Mal Vizeweltmeister, mit einem deutlichen Rückstand von 76 Punkten auf Marc Márquez. In dieser stand er neunmal auf dem Podium und gewann vier Rennen.
2019 startet Dovizioso weiterhin für das Ducati-Werksteam erneut in der MotoGP-Klasse. Zudem absolvierte er für das W Racing Team zwei Rennen der DTM-Saison 2019 in Misano. Dort erreichte er die Plätze zwölf und 15.
Nach der Saison 2020 gab Dovizioso seinen vorläufigen Rücktritt bekannt. In der Saison 2021 kehrte er in die MotoGP-Klasse zurück und absolvierte bis zu seinem endgültigen Rücktritt im August 2022 14 Rennen auf Yamaha.
2023 wurde Andrea Dovizioso in die MotoGP Hall of Fame aufgenommen.
Seit Herbst 2024 steht er wieder in Diensten von Yamaha als Testfahrer. Im Zuge des Italien-GP 2025 wurde er offiziell von Yamaha als Testfahrer unter Vertrag genommen. Er unterstützt die Entwicklung des neuen V4-Motors für die Yamaha YZR-M1 und soll eine zentrale Rolle in der Entwicklung des Bikes für 2027 spielen. Ab 2027 gilt in der MotoGP ein neues, sich deutlich vom aktuellen unterscheidendes, Reglement. 

### Startnummer
Dovizioso begann seine Karriere mit der Startnummer 34. Mit dieser wurde er 2004 Weltmeister in der 125-cm³-Klasse und verwendete sie bis zur Saison 2007. Da die 34 in der MotoGP-Klasse seit dem Jahr 1995 zu Ehren von Kevin Schwantz nicht mehr vergeben wird, musste er seine Nummer wechseln. Er wählte ab der Saison 2008 die 4. Als er 2013 zu Ducati wechselte, setzte er die 0 voran, um wieder eine zweistellige Nummer zu haben.

## Privates
Dovizioso ist verheiratet und Vater einer Tochter (* 2009).

## Statistik

### Erfolge
- Italienischer Meister der 125-cm³-Aprilia-Challenge: 2000
- 2001 – 125-cm³-Europameister auf Aprilia
- 2004 – 125-cm³-Weltmeister auf Honda
- 24 Grand-Prix-Siege

### Ehrungen
- Gazzetta Sports Award – „Leistung des Jahres“: 2017
- Aufnahme in die MotoGP Hall of Fame

### In der Motorrad-Weltmeisterschaft
| Saison | Klasse  | Team                         | Motorrad           | Rennen | Siege | Zweiter | Dritter | Poles | Schn. Runden | Punkte | Ergebnis    |
| ------ | ------- | ---------------------------- | ------------------ | ------ | ----- | ------- | ------- | ----- | ------------ | ------ | ----------- |
| 2001   | 125 cm³ | RCGM Rubicone Corse          | Aprilia            | 1      | –     | –       | –       | –     | –            | –      | —           |
| 2002   | 125 cm³ | Scot Racing Team             | Honda              | 16     | –     | –       | –       | –     | –            | 42     | 16.         |
| 2003   | 125 cm³ | Team Scot                    | Honda              | 16     | –     | 2       | 2       | 1     | –            | 157    | 5.          |
| 2004   | 125 cm³ | Kopron Team Scot             | Honda              | 16     | 5     | 5       | 1       | 8     | 3            | 293    | Weltmeister |
| 2005   | 250 cm³ | Team Scot                    | Honda              | 16     | –     | 2       | 3       | –     | 1            | 189    | 3.          |
| 2006   | 250 cm³ | Humangest Racing Team        | Honda              | 16     | 2     | 5       | 4       | 2     | 4            | 272    | 2.          |
| 2007   | 250 cm³ | Kopron Team Scot             | Honda              | 17     | 2     | 4       | 4       | 2     | 3            | 260    | 2.          |
| 2008   | MotoGP  | JiR Team Scot MotoGP         | Honda              | 18     | –     | –       | 1       | –     | –            | 174    | 5.          |
| 2009   | MotoGP  | Repsol Honda Team            | Honda              | 17     | 1     | –       | –       | –     | –            | 160    | 6.          |
| 2010   | MotoGP  | Repsol Honda Team            | Honda              | 18     | –     | 3       | 4       | 1     | 1            | 206    | 5.          |
| 2011   | MotoGP  | Repsol Honda Team            | Honda              | 17     | –     | 4       | 3       | –     | 1            | 228    | 3.          |
| 2012   | MotoGP  | Monster Yamaha Tech 3        | Yamaha YZR-M1      | 18     | –     | –       | 6       | –     | –            | 218    | 4.          |
| 2013   | MotoGP  | Ducati MotoGP Team           | Ducati Desmosedici | 18     | –     | –       | –       | –     | –            | 140    | 8.          |
| 2014   | MotoGP  | Ducati MotoGP Team           | Ducati Desmosedici | 18     | –     | 1       | 1       | 1     | –            | 187    | 5.          |
| 2015   | MotoGP  | Ducati MotoGP Team           | Ducati Desmosedici | 18     | –     | 3       | 2       | 1     | –            | 162    | 7.          |
| 2016   | MotoGP  | Ducati Racing Team           | Ducati Desmosedici | 18     | 1     | 3       | 1       | 2     | 1            | 171    | 5.          |
| 2017   | MotoGP  | Ducati Racing Team           | Ducati Desmosedici | 18     | 6     | 1       | 1       | –     | 2            | 261    | 2.          |
| 2018   | MotoGP  | Ducati Racing Team           | Ducati Desmosedici | 18     | 4     | 3       | 2       | 2     | 5            | 245    | 2.          |
| 2019   | MotoGP  | Mission Winnow Ducati        | Ducati Desmosedici | 19     | 2     | 3       | 4       | –     | 1            | 269    | 2.          |
| 2020   | MotoGP  | Mission Winnow Ducati        | Ducati Desmosedici | 14     | 1     | –       | 1       | –     | –            | 135    | 4.          |
| 2021   | MotoGP  | Petronas Yamaha SRT          | Yamaha YZR-M1      | 5      | –     | –       | –       | –     | –            | 12     | 24.         |
| 2022   | MotoGP  | WithU Yamaha RNF MotoGP Team | Yamaha YZR-M1      | 14     | –     | –       | –       | –     | –            | 15     | 21.         |
| Gesamt | Gesamt  | Gesamt                       | Gesamt             | 346    | 24    | 39      | 40      | 20    | 22           | 3796   | 1 WM-Titel  |

Grand-Prix-Siege
| Saison | Klasse  | Rennen                                                              |
| ------ | ------- | ------------------------------------------------------------------- |
| 2004   | 125 cm³ | Sudafrika Frankreich Vereinigtes Konigreich Japan Australien        |
| 2006   | 250 cm³ | Katalonien Portugal                                                 |
| 2007   | 250 cm³ | Turkei Vereinigtes Konigreich                                       |
| 2009   | MotoGP  | Vereinigtes Konigreich                                              |
| 2016   | MotoGP  | Malaysia                                                            |
| 2017   | MotoGP  | Italien Katalonien Osterreich Vereinigtes Konigreich Japan Malaysia |
| 2018   | MotoGP  | Katar Tschechien San Marino Valencia                                |
| 2019   | MotoGP  | Katar Osterreich                                                    |
| 2020   | MotoGP  | Osterreich                                                          |